# Rudolf Johann Niedermayer
Rudolf Johann Niedermayer (* 30. Oktober 1891 in Schönbach, heute Luby, Egerland; † 4. Oktober 1970 in Eberbach, Baden) war ein Komponist, Musikpädagoge, Organist, Chorleiter und Musiker. Er studierte am Konservatorium in Prag von 1908 bis 1911. Seine erste Stelle fand er als Organist in Semlin; 30 Jahre war er dort tätig. Danach war er Musikprofessor an den Lehrerbildungsanstalten in Essegg / Osijek (1941 bis 1944) und Mies/Stříbro (1945). Evakuierung, Flucht und Vertreibung aus Jugoslawien und der Tschechoslowakei führen ihn zunächst nach Abensberg bei Regensburg und Lauingen an der Donau. In Lauingen lebte er bis 1957, danach im nordbadischen Mosbach. Somit hatte er im Laufe seines Lebens fünf Staatsangehörigkeiten bzw. -zugehörigkeiten: Österreich-Ungarn, Jugoslawien, Tschechoslowakei, Kroatien und die Bundesrepublik Deutschland. An die 2000 Kompositionen belegen sein künstlerisches Schaffen.

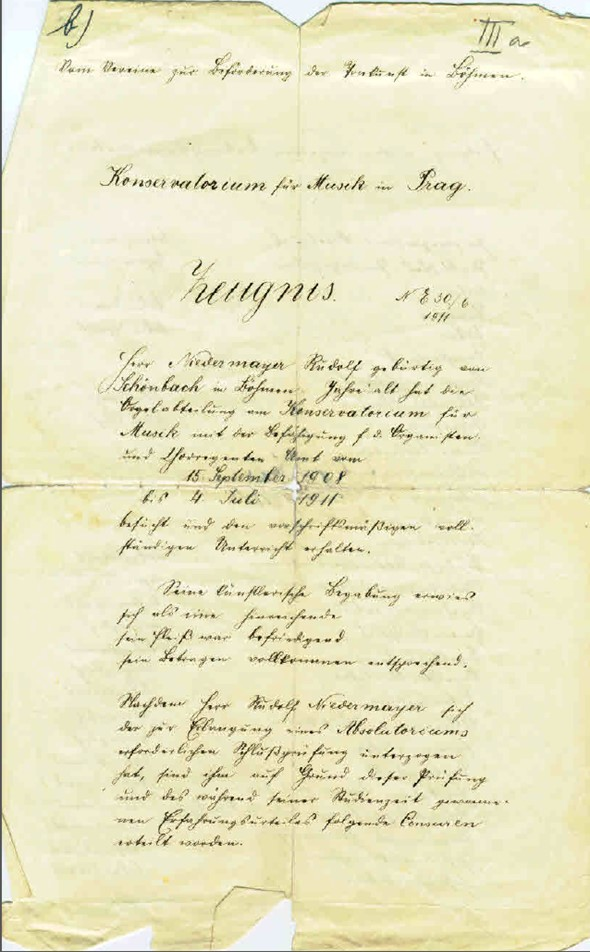
Dem Zeugnis des Konservatoriums ist anzusehen, dass es auf einem langen Weg dabei war. Die Diplomurkunde ist auf dem Weg von Osijek nach Deutschland abhandengekommen und wohl zerstört.

Die Partituren wurden aufwendig gestaltet. Wenig ist erhalten.

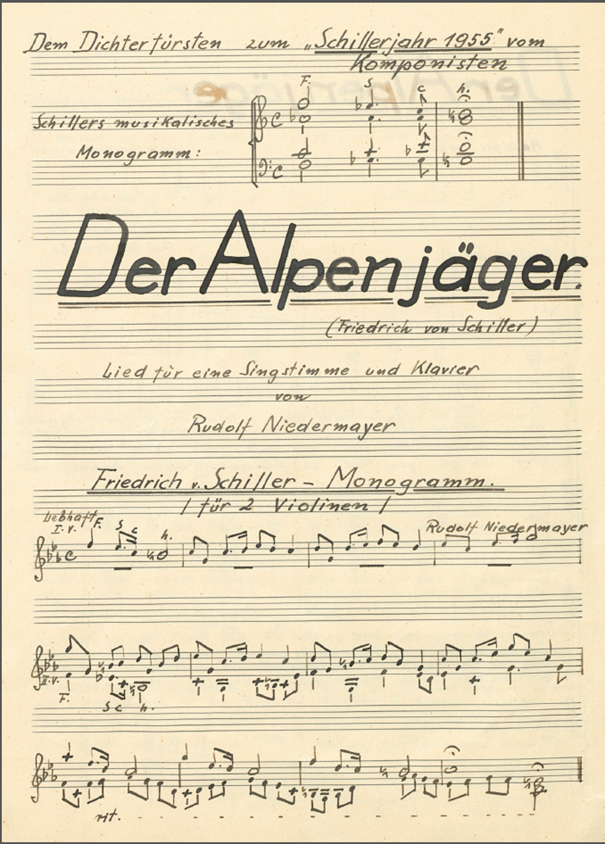
Niedermayers Beitrag zum Schillerjahr 1955

## Leben
Niedermayers Vorfahren waren Geigenbauer in der Geigenbauerstadt Schönbach. Er absolvierte das Prager Konservatorium, Abteilung Orgel und Komposition, von 1908 bis 1911. Seine Instrumente in Schönbach und in Prag waren Orgel, Klavier und Violine, aber auch Viola, Kontrabass, Tuba, Timpano (Kesseltrommel), Flöte und Fagott. Von 1912 bis 1941 war der Katholik Organist in der Dekanatskirche in Semlin. Nebenberuflich spielte er in der Pfarrkirche in Franztal bei Semlin. Im Ergebnis des Ersten Weltkrieges wurde Semlin jugoslawisch und Schönbach eine Stadt in der Tschechoslowakei.
Er war Komponist, Organist, Kantor, Chorleiter, Musikpädagoge, Regisseur von Operetten und Konzerten und in Zusammenarbeit mit seiner Frau Emilie Niedermayer geb. Schneider Manager kultureller Veranstaltungen. 1938 gründete und leitete er die Semliner Kantorenschule.
1941 wurde Niedermayer zum Musikprofessor an der Lehrerbildungsanstalt in Essegg in Kroatien ernannt, damals ein nach dem Überfall Hitlers auf Jugoslawien gegründeter Vasallenstaat von Nazi-Deutschland. Deutsche in Esseg wurden 1944 evakuiert. Die Flucht führte über Schönbach mit der Anstellung an der Lehrerbildungsanstalt in Mies und Abensberg bei Regensburg nach Lauingen. Dort arbeitete er an der Lehrerbildungsanstalt. Er verlor die Auseinandersetzung um seine Stelle, da die Behörden seine Qualifikation bezweifelten. Er selbst fühlte sich als Flüchtling gemobbt.
Er arbeitete weiter als Komponist, Kirchenmusiker, Gesangslehrer und Musikpädagoge und präsentierte seine Musik bei zahlreichen Veranstaltungen, vor allem im Kontext mit Vertriebenenorganisationen. 1957 bis zu seinem Tod 1970 lebte er in Mosbach in Baden.
Niedermayer glaubte an die Kraft der von Gott den Menschen geschenkten Musik. Gott und Volk, Heimatverbundenheit und Natur bestimmten sein Weltbild. Er wirkte auch in evangelischen Kirchen und im Semliner Tempel (Synagoge).
Die Noten der Kompositionen befinden sich im Sudetendeutschen Musikinstitut / Bezirk Oberpfalz, Musikarchiv der KünstlerGilde e. V. Die meisten seiner frühen Kompositionen sind allerdings auf der Flucht verloren gegangen. Niedermayer schuf Lieder, Märsche, Serenaden, Kammermusik, Kirchenmusik, Operetten und Chorwerke. Er komponierte für unterschiedliche Instrumente: Klavier, auch vierhändig, Cembalo, Posaune und Orgel. Es wird angenommen, dass er an die 2.000 Stücke geschaffen hat.
Vor allem vertonte er Texte, darunter von großen Dichtern, aber auch von zahlreichen Heimatdichter aus den Gegenden, in denen er lebte. Stoff fand er unter anderem im gesellschaftlichen Leben, in sportlichen und kulturellen Ereignissen, in der internationalen Politik sowie in kirchlichen und weltlichen Feiertagen und volkstümlichen Festen. Damit brachte er sich intensiv in das Kultur- und kirchliche Gemeindeleben vieler Ortschaften ein.
Ein Höhepunkt war ein Konzert des Großen Wiener Rundfunkorchesters im November 1959. Neben Schubert, Dvorschak, Johann Strauß und Lehar wurden auch Stücke von Niedermayer gespielt. Das wohl breiteste Publikum – ca. 20.000 Menschen – fand seine Vertonung des „Banater Schwabenlied“ von Adam Müller-Guttenbrunn, das der Opernsänger Hans Jakob Kolling am 1. August 1954 beim „Tag der deutschen Heimat“ auf der Waldbühne in Berlin vortrug. Einer seiner bedeutendsten Auftritte war bei einer Feier anlässlich des Eucharistischen Weltkongresses 1960 in München. Das Melodram „Treu der Kirche“ und die „St. Gerhards Hymne“ wurden zur Aufführung gebracht.
Niedermayer war ein bedeutender Volkskünstler. Er wollte Musik, musikalisches Erleben und das Empfinden breitester Bevölkerungsschichten zusammenbringen, die Verbindung der Menschen zu ihrer Heimat und zu ihrem Gemeinwesen stärken und ihre kulturelle Identität stärken. Dass ihm dies gelungen ist, belegen zahllose Dankschreiben, die in seinem Nachlass zu finden sind.

## Werke
- Freuet euch, gesungen vom brasilianischen Chor Coral do Carmo aus Mogi das Cruzes
- Der Geigenmacher von Schönbach, gespielt von Wellington Rebouças, Violine und Cecília Moita, Klavier
- Jugoslawische Serenade, gespielt von Wellington Rebouças, Violine und Cecília Moita, Klavier
- Bernhardus-Messe, Uraufführung mit dem St. Josef Kirchenchor in Mosbach 1958
- Ave Regina coelorum, für drei Frauenstimmen und Orgel
- Ecce Sacerdos, für gemischten Chor a cappella.
- Die Ulmer Schachtel, Worte von Irmgard Schäfer-Niedermayer
- A Fürschta haut sechs Dackl g'hatt, Worte von Josef Weitzer
- Banater Schwabenlied, für eine Tenorstimme und Klavier, Text von Adam Müller-Guttenbrunn
- Mei Moddersproch, für Solostimme und Klavier, Worte von Jörg von der Schwalm
- Von Palanka ein Mädchen, für Singstimme und Klavier, Worte von Josef Werneth
- Egerländer Nationalhymne, Worte von Georg Peter
- Im Odenwald dahinten, für gemischten Chor, Worte von Wilhelm Trunk
- An Olympia, für Singstimme und Klavier, Dichter unbekannt.